# Compagnia olandese delle Indie occidentali
La Compagnia olandese delle Indie occidentali (in olandese Geoctoyeerde Westindische Compagnie o West-Indische Compagnie, abbreviato in WIC) è stata una compagnia commerciale attiva nei territori coloniali olandesi delle Indie occidentali dal 1621 al 1792.

## Storia
Il 3 giugno 1621 la Repubblica delle Sette Province Unite concesse a questa compagnia il monopolio sui traffici con le Indie occidentali e le diede giurisdizione sulla tratta degli schiavi in Africa, Brasile, Caraibi e Nord America.
La zona in cui la compagnia poteva operare comprendeva l'Africa occidentale (cioè l'area tra il Tropico del Cancro e il Capo di Buona Speranza) e le Americhe, che includevano anche l'Oceano Pacifico e la parte più orientale della Nuova Guinea. Gli scopi di questa concessione erano quelli di eliminare la competizione, in special modo spagnola e portoghese, verso i vari avamposti commerciali. La compagnia divenne lo strumento della colonizzazione olandese delle Americhe.
La Compagnia olandese delle Indie Occidentali fu organizzata in modo simile alla più grande e ricca Compagnia olandese delle Indie orientali, che aveva il monopolio dei commerci verso l'Asia. La principale differenza sta nel fatto che alla WIC non era permesso condurre operazioni militari senza il consenso del Governatore olandese.
Come la Compagnia olandese delle Indie orientali (VOC), la compagnia aveva cinque uffici, detti kamers (camere): tre nella Contea d'Olanda (ad Amsterdam, Rotterdam e Hoorn) uno nella Contea di Zelanda (a Middelburg) e uno nella Stad en Lande (a Groninga). Il Consiglio era formato da 19 membri, conosciuti come de Heeren XIX (i Diciannove Signori).
All'inizio la compagnia ebbe un discreto successo; negli anni venti e trenta del XVII secolo, furono fondate svariate colonie o avamposti commerciali. L'area dei Nuovi Paesi Bassi comprendeva New York (allora chiamata Nuova Amsterdam) e copriva parti degli attuali stati di New York, Connecticut, Delaware, e New Jersey. Altri insediamenti vennero stabiliti in alcune isole caraibiche, nelle Antille, in Suriname e in Guyana. Nel 1630, strappando ai portoghesi alcuni possedimenti in Brasile, si formò una colonia con capitale Mauritsstad (l'attuale Recife).
In Africa, furono fondati avamposti commerciali nella Costa d'Oro (l'odierno Ghana) e, per poco, in Angola.
Per quanto riguarda l'America, pellicce (nord) e zucchero (sud) erano i beni commerciali più importanti, mentre gli insediamenti in Africa erano sfruttati per oro, avorio e per la tratta degli schiavi, principalmente destinati alle piantagioni delle Antille e del Suriname.
La pirateria fu un altro degli obiettivi perseguiti dalla WIC. Il suo più grande successo nella lotta contro il commercio ispanico-portoghese fu nel 1628, quando al largo di Cuba Piet Hein si appropriò dell'enorme bottino in argento di un galeone spagnolo sulla rotta dell'argento di ritorno dal Messico.
Il successo della Compagnia, però, non durò a lungo. I Nuovi Paesi Bassi furono presi dal Brasile portoghese nel 1654, dopo una lunga guerra, e molti altri avamposti commerciali furono distrutti o catturati da nazioni rivali. La colonizzazione intrapresa nell'area nordamericana non si espanse ulteriormente, in parte a causa della rivalità con gli inglesi, che conquistarono i Nuovi Paesi Bassi nel 1664, e in parte a causa della difficoltà di attrarre coloni dovuta politica del Patroon System adottata dalla Compagnia.
Dopo anni di debiti, nel 1674 l'originale WIC chiuse e si formò una nuova, riorganizzata compagnia. La pirateria fu abbandonata e gli interessi si concentrarono sulla tratta degli schiavi e sui residui possedimenti in Suriname e nelle Antille.
Quando i britannici presero il controllo del Suriname e lo mantennero per diversi anni, attorno al 1780, la WIC non sembrò più capace di far fronte alla situazione. Nel 1791 venne così acquistata dal governo Olandese, che pose così i territori controllati dalla compagnia sotto la sua diretta giurisdizione.